# Ken Thompson
Kenneth Lane "Ken" Thompson, vanligen kallad ken i hacker-kretsar, född 4 februari 1943 i New Orleans, Louisiana, är en amerikansk pionjär inom datavetenskap känd för sitt arbete med programmeringsspråket B och operativsystemen Unix och Plan 9. Ken uppfann även UTF-8 tillsammans med Rob Pike. Båda jobbade då vid Bell Labs och kom på idén under ett restaurangbesök den 2 september 1992. Man hade då nyligen kommit fram till att man behövde ett filformat för Unicode som var bakåtkompatibelt med ASCII. UTF-8 presenterades i januari 1993. UTF-8 har sedan dess valts som huvudsaklig teckenkodning i internetprotokoll och är den vanligaste teckenkodningen för webbsidor.
Ken Thompson also co-developed the first Master-level chess computer Belle 

## Utmärkelser
Thompson tilldelades 1983 tillsammans med Dennis Ritchie Turingpriset för sitt arbete inom områdena operativsystem och programspråk, och de båda tilldelades senare även National Medal of Technology and Innovation år 1998 av den amerikanska presidenten Bill Clinton, för att deras arbete med programmeringsspråket B och Unix lett till "enormous growth of an entire industry, thereby enhancing American leadership in the Information Age" (ungefärlig översättning: "enorm tillväxt av en hel industri, och därmed utökat amerikanskt ledarskap i informationseran"). År 1999 tilldelades Ken Thompson ensam Institute of Electrical and Electronics Engineers då nyinstiftade pris Tsutomu Kanai Award.
Asteroiden 300909 Kenthompson är uppkallad efter honom.